# Conopophagidae
I Conopofagidi (Conopophagidae P.L.Sclater & Salvin, 1873) sono una famiglia di uccelli dell'ordine dei passeriformi.

## Descrizione

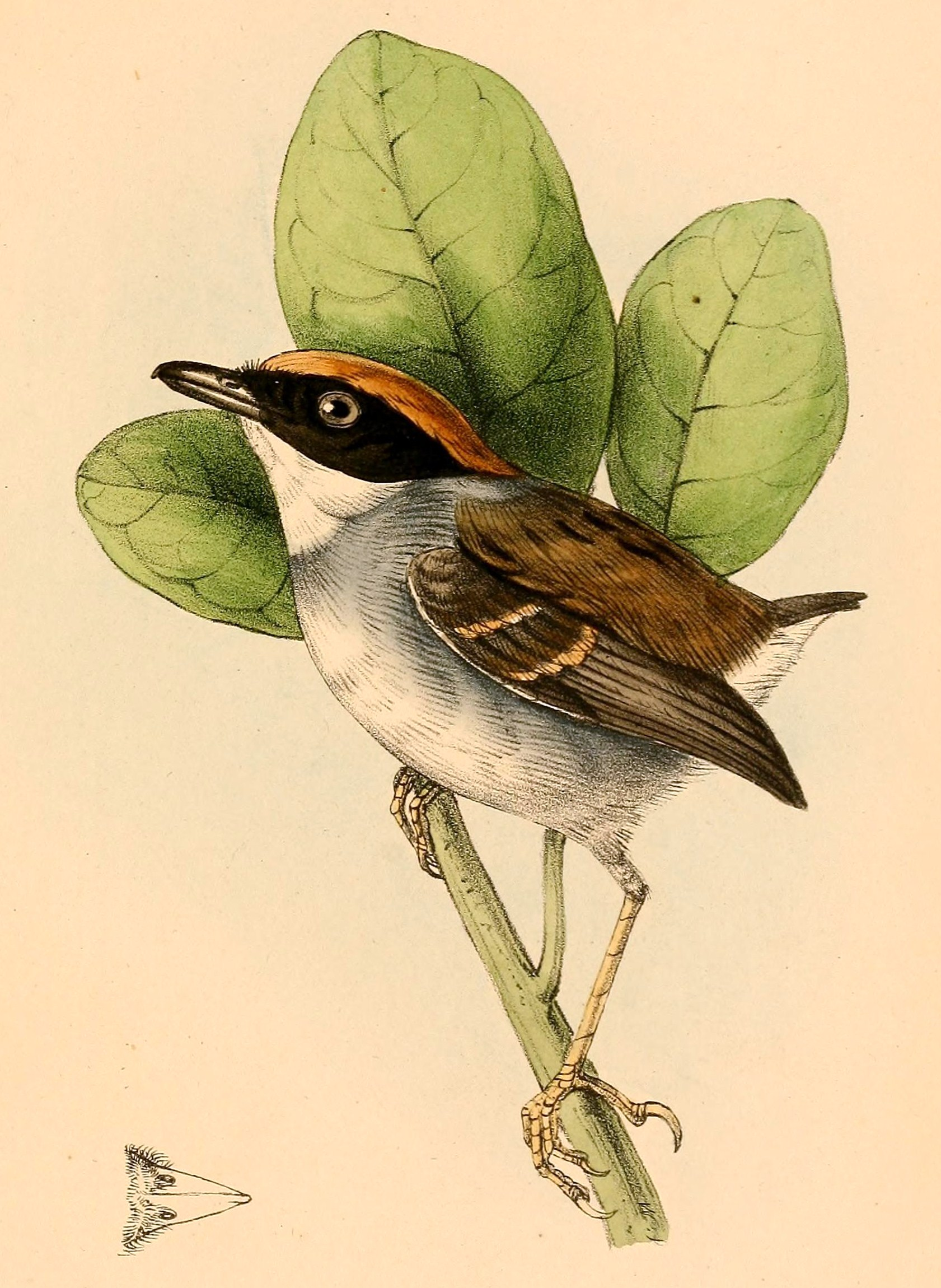
Maschio di Conopophaga perspicillata.

Sono uccelli di piccola taglia (10-16 cm), dall'aspetto vagamente simile a quello delle pitte, con corporatura tozza, coda corta, ali corte e arrotondate controbilanciate da zampe lunghe e forti, e un becco appiattito e dalla punta lievemente uncinata. Il piumaggio presenta dimorfismo sessuale, con maschi muniti di faccia e petto di colore nero, grigio o rossiccio (nelle femmine il nero manca quasi completamente dalla livrea) e area dorsale bruna: in molte specie è inoltre presente una sorta di "stempiatura" bianca su area retrooculare e nuca.

## Biologia
Alla famiglia vengono ascritti uccelli diurni e solitari, cattivi volatori, che passano la maggior parte della giornata appollaiati in agguato sui fusti bassi e spioventi delle Araceae o delle Heliconiaceae, tenendo d'occhio i dintorni in attesa del passaggio di qualche potenziale preda (piccoli artropodi, occasionalmente anche bacche) sulla quale balzano dall'alto. Una importante risorsa per alcune specie di conopofagidi è costituita dagli sciami delle formiche legionarie, che nelle loro migrazioni di massa predano ogni piccolo invertebrato che incontrino sul loro cammino; il loro passaggio causa un fuggi-fuggi di ogni genere di artropodi, di cui approfittano gli uccelli.

## Distribuzione e habitat
I conopofagidi vivono nella foresta pluviale dell'ecozona neotropicale: le specie del genere Conopophaga sono diffuse in Amazzonia e nel bacino dell'Orinoco, sulle pendici delle Ande, e nella foresta atlantica brasiliana, mentre il genere Pittasoma è diffuso nella ecoregione delle foreste umide del Chocó-Darien.

## Tassonomia
La famiglia conta 2 generi, per un totale di 11 specie:
Famiglia Conopophagidae
- Genere Conopophaga
  - Conopophaga lineata (Wied, 1831) - mangiamoscerini rossiccio
  - Conopophaga aurita (Gmelin, 1789) - mangiamoscerini dalle redini
  - Conopophaga roberti Hellmayr, 1905 - mangiamoscerini di Robert
  - Conopophaga peruviana Des Murs, 1856 - mangiamoscerini del Perù
  - Conopophaga cearae Cory, 1916 -  mangiamoscerini del Ceará
  - Conopophaga ardesiaca d'Orbigny & Lafresnaye, 1837 - mangiamoscerini ardesia
  - Conopophaga castaneiceps Sclater, 1857 - mangiamoscerini testacastana
  - Conopophaga melanops (Vieillot, 1818) - mangiamoscerini guancenere
  - Conopophaga melanogaster Ménétries, 1835 - mangiamoscerini ventrenero
- Genere Pittasoma
  - Pittasoma michleri Cassin, 1860 - pitta formichiera corona nera
  - Pittasoma rufopileatum Hartert, 1901 - pitta formichiera corona rossiccia

Il genere Pittasoma in passato era incluso tra i Formicariidi, ma recenti studi filogenetici ne hanno motivato lo spostamento in Conopophagidae, i quali occupano un clade assieme a Melanopareiidae e Thamnophilidae (dei quali sono un sister taxon).